# Intelligent glas
Intelligent glas eller smart glas er glas der kan skifte tilstand f.eks. mellem at være matteret og gennemsigtigt når elektrisk spænding tilføres. Glasset bliver f.eks. anvendt i et smart vindue eller intelligent vindue. Når glasset er i matteret tilstand, holder det bedre på temperaturen i bygningen, hvilket kan skabe besparelser på varme og nedkøling. Glasset kan også være beskyttende overfor UV-stråling. 

## Typer af intelligent glas

### Elektrokromt glas
Elektrokromt glas skifter tone i forhold til elektrisk spænding. Den skifter imellem en klar gennemsigtighed og en blålig farve, der skaber dårligere gennemsigtigheden, samt lukker lys og varme/kulde ude. Toningen sker fra hjørnerne og indad og kan tage fra nogle sekunder op til flere minutter, afhængig af vinduets størrelse. 

### Suspended Particle Devices
Suspended Particle Devices (forkortet SPD) er glas med et tyndt lag af aflange partikler suspenderet i en væske. Når der ikke tilføres elektrisk spænding, vil partiklerne flyde blandet rundt, hvilket gør glasset uigennemsigtigt. Hvis elektrisk spænding tilføres, vil partiklerne lægge sig på række, så lyset frit kan gå igennem. 

### Micro Blinds
Micro Blinds fungerer som bittesmå persienner, heraf navnet. I glasset placeres to lag. I det ene er der en masse meget små sammenrullede metalplader. I det andet lag er der en elektrisk ledende oxid. Når der ikke tilføres elektrisk spænding, vil metallet være sammenrullet, hvilket får glasset til at se gennemsigtigt ud. Når spænding tilføres, vil spændingsforskellen forårsage, at de sammenrullede metalplader folder sig ud og dækker over glasset, hvilket vil gøre glasset uigennemsigtigt. Fordelen ved denne teknik er, at ved lavere spænding, vil metalpladerne kun foldes en smule ud, hvilket vil gøre glasset gennemsigtigt, men tonet, så glasset bl.a. beskytter mod solens stråler. Andre fordele er, at skiftningen går hurtigt (millisekunder), glasset beskytter mod UV-stråling, matteringen kan i teorien have forskellige farver og så er det billigt at producere.